# Höchstpersönliches Recht
Höchstpersönliche Rechte sind in der Rechtswissenschaft subjektive Rechte, die einer bestimmten Person zustehen und so eng mit der Person des Berechtigten verbunden sind, dass sie ausschließlich für diese ihre Bestimmung und ihren Sinn haben.

## Allgemeines
Höchstpersönliche Rechte (lateinisch iura personalissima) sind eine Unterart der subjektiven Rechte. Bei letzteren besitzt ein Rechtssubjekt die rechtlich gewährleistete konkrete Befugnis, etwas zu tun (z. B. das Freiheitsrecht der Meinungsfreiheit auszuüben; Art. 5 GG), zu dulden (der Mieter muss sämtliche Maßnahmen dulden, die zur Instandhaltung oder Instandsetzung der Mietsache erforderlich sind; § 555a BGB), zu unterlassen (Eigentumsbeeinträchtigung des fremden Eigentums; § 1004 BGB) oder zu verlangen (eine Kaufpreiszahlung zu verlangen). Die meisten subjektiven Rechte – wie etwa eine Forderung – sind dadurch gekennzeichnet, dass sie von ihrem Rechtsinhalt her nicht sehr eng mit ihrem Rechtsinhaber (hier dem Gläubiger) verbunden sind, so dass der Gläubiger sie an andere Rechtssubjekte übertragen kann, ohne dass eine Inhaltsänderung erfolgt; sie sind von der Person abtrennbar.
Höchstpersönliche Rechte sind dagegen Rechte, die so eng mit der Person ihres Rechtsträgers verknüpft sind, dass sie nicht übertragen werden können und deshalb mit dem Tod des Berechtigten erlöschen. Höchstpersönlichkeit kann daraus resultieren, dass die Ausübung von subjektiven Rechten sehr eng mit der persönlichen Beziehung des Berechtigten zu dem Verpflichteten verbunden ist. Den höchstpersönlichen Rechten ist eigen, dass sie so eng mit der Person des Berechtigten oder Verpflichteten verbunden sind, dass sie nur von diesem in Anspruch genommen oder erfüllt werden können.

## Arten
In den verschiedenen Rechtsgebieten gibt es eine Vielzahl höchstpersönlicher Rechte.

### Privatrecht
Zu den höchstpersönlichen Rechten des Privatrechts gehören vor allem:
- Die Arbeitspflicht des Arbeitnehmers ist nach § 613 BGB regelmäßig an die Person des Arbeitnehmers gebunden, so dass er in Person zu leisten hat; das Arbeitsverhältnis endet mit dem Tod des Arbeitnehmers.
- Der Auftragnehmer muss den Auftrag persönlich ausführen und darf ihn im Regelfall nicht einem Dritten übertragen (§ 664 Abs. 1 BGB).
- Dienstbarkeiten: Grunddienstbarkeit (§ 1018 ff. BGB), Nießbrauch (§ 1030 ff. BGB), beschränkte persönliche Dienstbarkeit (§ 1090 ff. BGB) und Wohnungsrecht (§ 1093 BGB) sind einer bestimmten Person als Nutzungsrechte eingeräumt und können nur von ihr wahrgenommen werden.
- Erbrecht: Höchstpersönliche Rechte des Erblassers (wie etwa dessen Vereinsmitgliedschaft) sind an seine Person gebunden und nicht vererbbar. Der Einsichtsanspruch in die Krankenakte des Erblassers geht dagegen auf die Erben über.[4] Der aus dem Pflichtteil (nach § 2303 BGB) hervorgehende Anspruch ist ein höchstpersönliches Recht.
- Familienrechte (wie das Namensrecht gemäß § 12 BGB, die Eheschließung gemäß § 1311 oder der Zugewinnausgleich gemäß § 1378 BGB) sind höchstpersönlicher Natur.[5] Das gilt auch für das höchstpersönliche Rechtsgeschäft der Eheschließung (§ 1310 Abs. 1 BGB).
- Gesellschaftsrecht: Gesellschafteransprüche gegeneinander in der Gesellschaft bürgerlichen Rechts (§ 717 BGB) sind höchstpersönlicher Natur. Das trifft auch auf die Ausübung der Geschäftsführung einer GmbH oder bei Vorstandsmitgliedern einer AG zu.
- Grundstücksrecht: Eine zugunsten einer bestimmten Person bestehende Reallast kann gemäß § 1111 Abs. 2 BGB von dieser nicht veräußert oder belastet werden, sie ist an den Begünstigten gebunden.
- Mitgliedschaftsrechte: Die Ausübung der Mitgliedschaftsrechte im Verein kann vom Vereinsmitglied nicht einem anderen überlassen werden (§ 38 BGB). Im Gegensatz hierzu wurde die höchstpersönliche Natur eines Facebook-Accounts vom Bundesgerichtshof (BGH) verneint.[6]
- Rechte an den persönlichen Rechtsgütern des § 823 Abs. 1 BGB (Leben, Körper, Gesundheit, Freiheit):[7] Diese allgemeinen Persönlichkeitsrechte können nur von der sie innehabenden Person wahrgenommen werden.
- Die Testamentserrichtung durch den Erblasser kann nur persönlich erfolgen (§ 2064 BGB).
- Der Unterhaltsanspruch nach Scheidung der Ehe ist höchstpersönlich und erlischt mit der Wiederheirat, der Begründung einer Lebenspartnerschaft oder dem Tode des Berechtigten (§ 1586 BGB, § 1615 BGB). Ansprüche auf die Gewährung von Unterhalt sind nur so lange zu erfüllen, wie der Unterhaltsberechtigte lebt (§ 1568 BGB, § 1615 BGB).
- Unterlassungsanspruch: Bereits das Reichsgericht (RG) stufte den Unterlassungsanspruch im Juni 1935 als höchstpersönliches Recht ein, weshalb er als solcher unübertragbar ist.[8]
- Das Urheberrecht ist als höchstpersönliches Recht nicht übertragbar, außer im Wege der Verfügung von Todes wegen oder an Miterben im Wege der Erbauseinandersetzung (§ 29 Abs. 1 UrhG). Eine Ausnahme bildet das Nutzungsrecht hieraus. Übertragbar sind – trotz Höchstpersönlichkeit – Patente und Lizenzen (§ 15 PatG), Marken (§ 27 Abs. 1 MarkenG) sowie Geschmacks- und Gebrauchsmuster (§§ 29 Designgesetz, § 22 GebrMG), nicht jedoch das Erfinderpersönlichkeitsrecht.
- Der Anspruch auf Urlaub kann nur dem Arbeitnehmer durch Freistellung von dessen (höchstpersönlicher) Arbeitspflicht gewährt werden, Inhalt des Urlaubsanspruchs ist deshalb nach §§ 1, § 3 BUrlG die Beseitigung der Arbeitspflicht für die Dauer der Urlaubszeit.[9] Allerdings geht der bereits entstandene Urlaubsabgeltungsanspruch als reiner Geldanspruch mit dem Tod des Arbeitnehmers gemäß § 1922 BGB auf die Erben über.[10]
- Das Vorkaufsrecht im Schuldrecht aus § 463 BGB soll den Interessen eines Einzelnen dienen und daher auch regelmäßig von seiner Person nicht ablösbar sein.[11]

Diese Rechte sind einer bestimmten Person eingeräumt und können nur von dieser wahrgenommen werden.

### Öffentliches Recht
Im Öffentlichen Recht sind höchstpersönliche subjektive öffentliche Rechte typisch für das Sozialrecht. Beispielsweise endet der Anspruch auf eine Rente aus der Gesetzlichen Rentenversicherung mit dem Tod des Versicherten (§ 102 Abs. 5 SGB VI). Renten aus der Gesetzlichen Unfallversicherung an Hinterbliebene werden bis zu deren Tod geleistet (§ 73 Abs. 6 SGB VI). Diese Ansprüche sichern die Existenz des Einzelnen und können daher nicht vererbt werden. Eine besondere praktische Bedeutung hat die persönliche Meldepflicht von Arbeitslosen, die einen Anspruch auf Arbeitslosengeld geltend machen. Sie müssen sich persönlich bei der Behörde arbeitslos melden (§ 141 SGB III).

### Verfassungsrecht
Verfassungsrechtlich sind vor allem die Grundrechte als höchstpersönliche Rechte ausgestaltet. Nur der jeweilige Grundrechtsträger kann sich daher gegenüber den Grundrechtsadressaten auf seine jeweilige grundrechtlich verbürgte Rechtsposition berufen. Die Grundrechtsträgerschaft „dürfte mit der Befruchtung der Eizelle beginnen“, sie endet grundsätzlich mit dem Tod. So steht das Recht auf informationelle Selbstbestimmung des Art. 2 Abs. 1 GG nur dem Grundrechtsträger zu, er alleine darf etwa das Recht am eigenen Bild geltend machen. Sieht er sein Grundrecht verletzt, kann er hiergegen Verfassungsbeschwerde erheben. Wer die Verletzung eines Grundrechts in einer Verfassungsbeschwerde geltend macht, muss davon unmittelbar und selbst betroffen sein. Das Verfassungsbeschwerdeverfahren ist dadurch gekennzeichnet, dass es ausschließlich der Durchsetzung bestimmter, subjektiver höchstpersönlicher Rechte des Beschwerdeführers dient. Ob die Menschenwürde auch über den Tod des Betroffenen hinaus geschützt sei, ist im Einzelnen umstritten.
Zu den höchstpersönlichen öffentlichen Rechten zählt insbesondere auch das Wahlrecht; die Staatsbürger müssen ihre Stimme selbst abgeben (aktives Wahlrecht, § 14 BWahlG), und sie können auch ihr Recht, sich zur Wahl zu stellen (passives Wahlrecht, § 15 BWahlG) ebenfalls nur selbst wahrnehmen. Weder die Wähler noch die Gewählten können sich bei der Ausübung ihrer Rechte vertreten lassen.

### Verfahrensrecht
Dem materiellen Recht folgt das Verfahrensrecht. Höchstpersönliche Ansprüche müssen von dem Rechtsträger selbst im Verwaltungsverfahren oder im Gerichtsprozess geltend gemacht werden (Prozessführungsbefugnis). Insbesondere eine gewillkürte Prozessstandschaft ist bei höchstpersönlichen Ansprüchen und Rechten ausgeschlossen, weil sie nicht übertragbar sind.
Von der höchstpersönlichen Geltendmachung ist die Vertretung im Verfahren zu unterscheiden. Im ersten Fall geht es um die Stellung als Partei im Verfahren, im zweiten darum, wer tatsächlich im Prozess oder im Verwaltungsverfahren für den Kläger oder Antragsteller handelt. Der Betroffene kann sich deshalb beispielsweise durch einen Rechtsanwalt vertreten lassen.

## Eigenschaften
Höchstpersönliche Rechte sind so eng mit einer bestimmten Person verknüpft, dass nur diese sie als Rechtsträger geltend machen kann. Sie verbleiben bei dieser Person bis zu deren Tod. Diese Rechte sind daher weder abtretbar, übertragbar, vererblich, pfändbar noch verpfändbar; dies ergibt sich aus den §§ 399, § 400 BGB und § 851 Abs. 1 ZPO. Sie unterfallen daher nicht dem Begriff des Rechtsobjekts. Höchstpersönliche Rechte sind auch für eine Stellvertretung nicht zugänglich, sondern müssen durch den Rechtsträger selbst ausgeübt werden. Das ist bei der Eheschließung besonders einsichtig. Auch die stellvertretende Ausübung höchstpersönlicher Rechte durch die Vertretungsmacht des gesetzlichen Vertreters ist nicht möglich.

## International
Das Schweizer Zivilrecht unterscheidet unter anderem zwischen urteilsfähigen und urteilsunfähigen Personen. Urteilsfähig im Sinne des Art. 16 ZGB ist jede Person, der nicht wegen ihres Kindesalters, infolge geistiger Behinderung, psychischer Störung, Rausch oder ähnlicher Zustände die Fähigkeit mangelt, vernunftgemäß zu handeln. Urteilsfähige, aber handlungsunfähige Personen üben höchstpersönliche Rechte selbstständig aus, für urteilsunfähige Personen handelt der gesetzliche Vertreter, sofern nicht ein Recht so eng mit der Persönlichkeit verbunden ist, dass jede Vertretung ausgeschlossen ist (Art. 19c ZGB). Aus diesem Grunde unterscheidet in der Schweiz die Rechtswissenschaft zwischen absolut und relativ höchstpersönlichen Rechten. Absolute sind besonders eng mit der Persönlichkeit des Rechtsträgers verbunden und für eine Stellvertretung nicht zugänglich, sondern müssen durch den Rechtsträger ausgeübt werden. Relative lassen dagegen bei Urteilsunfähigen eine Stellvertretung zu. Die familienrechtliche Anfechtungsklage stellt nach Art. 256 ZGB ein höchstpersönliches Rechtsgeschäft dar.
In Österreich ist die Verfügung über die dem höchstpersönlichen Lebensbereich zugehörigen Rechte mit einer gesetzlichen Vertretung unvereinbar. Für derartige Verfügungen ist die natürliche Einsichts- und Urteilsfähigkeit erforderlich. Fehlt diese Einsicht, so kann ein höchstpersönliches Recht weder durch den gesetzlichen Vertreter oder Sachwalter noch durch das Pflegschafts- oder Sachwalterschaftsgericht ersetzt werden. Das Recht am eigenen Bild ebenso wie das Datenschutzrecht sind höchstpersönliche Rechte; eine Zustimmung zur öffentlichen Verwertung derartiger Daten oder Bilder ist eine Willenserklärung höchstpersönlicher Natur, die nur vom Betroffenen selbst abgegeben werden kann. Auch in Österreich hat der Arbeitnehmer („Dienstnehmer“) die Dienste in eigener Person zu leisten, der Anspruch auf die Dienste ist nicht übertragbar (§ 1153 ABGB). Gemäß § 564 ABGB kann der Erblasser seinen letzten Willen nur selbst erklären (höchstpersönliche Willenserklärung).
Der Europäische Gerichtshof (EuGH) hat im Juni 2014 den Anspruch auf bezahlten Jahresurlaub als ein „besonders bedeutsamer Grundsatz des Sozialrechts“ anerkannt. Die Angehörigen des verstorbenen Arbeitnehmers können daher gegenüber dem Arbeitgeber einen Abgeltungsanspruch für den wegen Todes nicht genommenen Urlaub geltend machen.